# Patricia Ortúzar

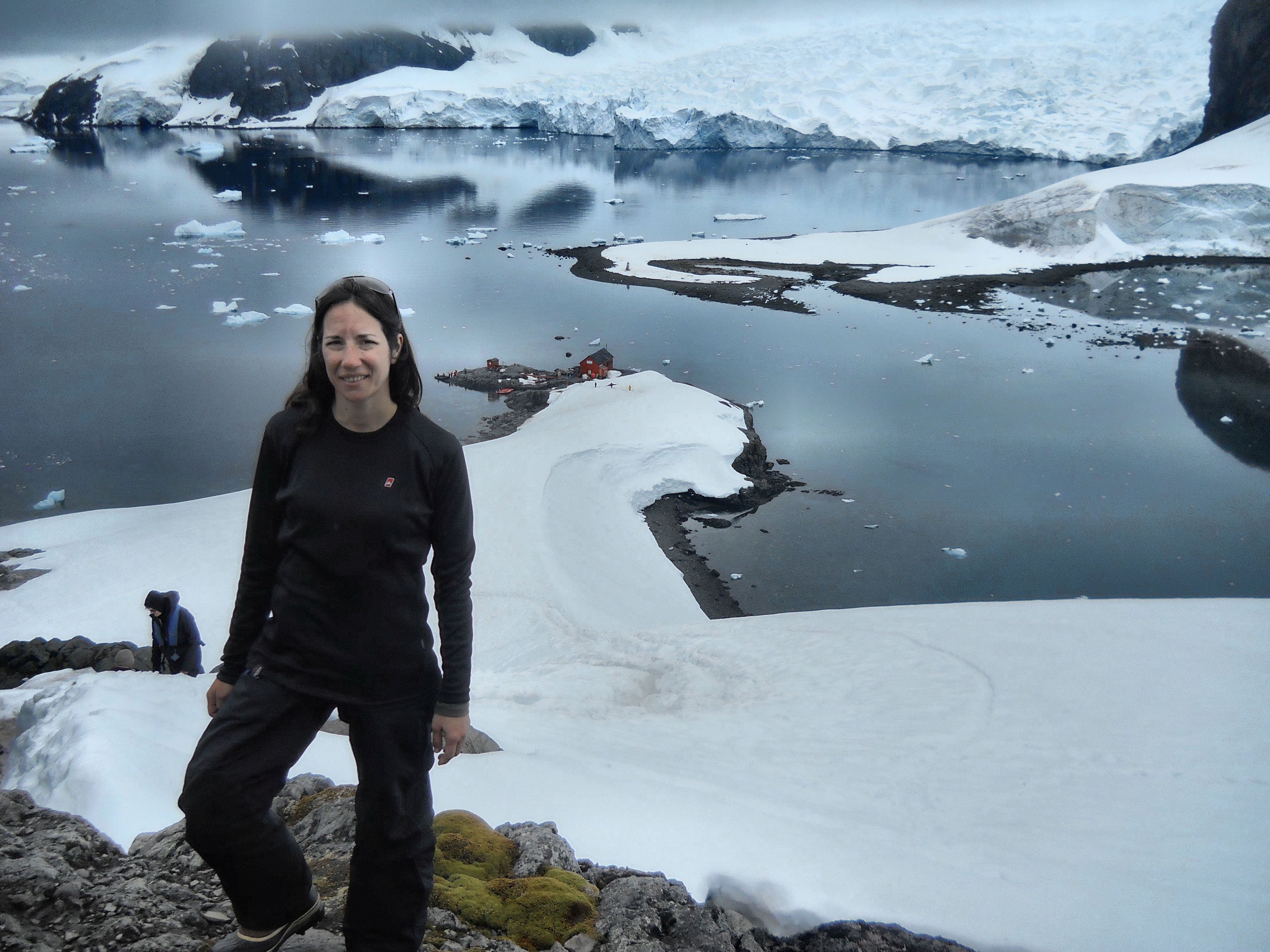
Patricia Ortúzar, 2013

Patricia Verónica Ortúzar (* 27. Mai 1975) ist eine argentinische Polarforscherin im argentinischen Antarktisterritorium. Sie ist die Leiterin des Programms für Umweltmanagement und Tourismus der Dirección Nacional del Antártico. Sie ist stellvertretende Vorsitzende des Ausschusses für Umweltschutz (CEP) im Rahmen des Antarktis-Vertrags.

## Studium
Ortúzar schloss 2001 ihr Geographiestudium an der Universidad de Buenos Aires ab. Zwischendurch hat sie ein Semester an der University of Liverpool absolviert. 

## Karriere und Einfluss
Ortúzar arbeitet in Fragen des Schutzes der antarktischen Umwelt sowie der Regulierung des Antarktis-Tourismus mit politischen Entscheidungsträgern zusammen. Sie setzt die bei der Zusammenarbeit zustande gekommenen Entscheidungen im Rahmen des argentinischen Antarktisprogramms um. Zudem führt sie Seminare und Bildungsprogramme für diejenigen Mitarbeiter durch, die in die Antarktis reisen, bewertet Umweltverträglichkeitsprüfungen und überwacht Tourismusaktivitäten.
Ortúzar vertritt Argentinien in internationalen Foren wie der Reunión de Administradores de Programas Antárticos Latinoamericanos (RAPAL), einem Treffen von Leitern lateinamerikanischer Antarktisprogrammen, und den Antarctic Treaty Consultative Meetings (ATCM). Ortúzar ist Teil der Redaktionsgruppe des Antarctic Environments Portal. Sie ist Mitverfasserin eines Kapitels zum Schutz der antarktischen Umwelt im Kinderbuch Antartida educa.